# Tanakorn Dangthong
Tanakorn Dangthong (Thai: ธนากร แดงทอง; * 30. September 1990 in Lopburi) ist ein thailändischer Fußballspieler.

## Karriere
Das Fußballspielen erlernte Tanakorn Dangthong in der Jugendmannschaft des thailändischen Erstligisten Army United, einem Verein, der in der thailändischen Hauptstadt Bangkok beheimatet ist. Hier unterschrieb er 2010 auch seinen ersten und bislang einzigen Vertrag. 2013 wurde er für ein Jahr an den TOT SC, welcher auch in Bangkok beheimatet ist, ausgeliehen. Nachdem Army United im November 2019 beschloss, sich aus der Thai League 2 zurückzuziehen, verließ er den Verein und schloss sich dem Erstligisten Port FC aus Bangkok an. Nachdem er bei Port in der ersten Liga nicht zum Einsatz gekommen war, wechselte er zum 1. Juli 2020 zum Zweitligisten MOF Customs United FC. Nach einem halben Jahr wechselte er Anfang 2021 zum Ligakonkurrenten Sisaket FC nach Sisaket. Auch in Sisaket kam er nicht zum Einsatz.

## Erfolge
Army United
- FA Cup: 2012 (Finalist)